# Nakano (Nagano)
Pour les articles homonymes, voir Nakano (homonymie).
Nakano (中野市, Nakano-shi) est une ville située dans la préfecture de Nagano, sur l'île de Honshū, au Japon.

## Géographie

### Situation
Nakano est située dans le nord de la préfecture de Nagano.

### Démographie
En février 2022, la population de Nakano était de 41 689 habitants, répartis sur une superficie de 112,18 km2.

### Hydrographie
Nakano est traversée par le fleuve Chikuma.

## Histoire
Le bourg moderne de Nakano est créé en 1889. Il a acquis le statut de ville en 2005.

## Transports
La ville est desservie par la ligne Nagano de la compagnie Nagaden et la ligne Iiyama de la JR East.

## Personnalités liées à la ville
- Joe Hisaishi (né en 1950), compositeur
- Tetsuo Nagata (né en 1952), directeur de la photographie